# عطفا على السؤال
عطفا على السؤال برنامج عرض على قناة الإخبارية الفضائية في أعوام 2007 و2008 و2009.

## انطلاقة البرنامج
انطلق البرنامج في رمضان من عام 1429 وكان في بدايته برنامج مسجل يعتمد على فقرة سؤال اليوم ولم يكن يتجاوز خمس دقائق، وتم تحديثه ليكون عرضه لمدة ساعة كاملة من الساعة 5 عصرا وحتى الساعة 6 مساء.

## أسلوب البرنامج
برنامج مباشر، يقوم على طرح أسئلة يومية على الأشخاص في الأسواق والمتنزهات، وتكون أسئلة تهتم بالشأن العام، ويتم عرضها على القناة في اليوم التالي في البرنامج، وتبادل الآراء مع المتصلين حول أجوبة الناس على الأسئلة.

## من حلقات البرنامج
- هل تؤيد فكرة حصر الفتاوى على هيئة كبار العلماء؟
- ما هي مشاعرك في اليوم الوطني؟
- ما معنى الوطنية من وجهة نظرك؟
- ما هو برنامجك خلال فترة الصيف؟
- كيف تستقبل شهر رمضان؟
- ما هو استعدادك للعيد؟

## فقرات البرنامج
يتكون البرنامج من فقرتين:
1. فقرة سؤال اليوم وهي عبارة عن تقرير مسجل يتم من خلاله طرح سؤال على الناس في الأسواق والمتنزهات.
2. فقرة استقبال الاتصالات وهي فقرة مباشر يتم من خلالها استقبال اتصالات المشاهدين ومعرفة آرائهم في ما تم ذكره في التقرير المسجل.

## طاقم البرنامج
- ياسر العمرو مقدم
- ندى الدهام مشاركة في التقديم
- شيرين الرفاعي مشاركة في التقديم
- ياسر الزهراني مخرج البرنامج
- فهد السيف معد البرنامج